# Byōdō-in
Le Byōdō-in (平等院) est un temple bouddhiste établi par Fujiwara no Yorimichi en 1052, à la fin de l'époque de Heian, dans la ville de Uji dans la préfecture de Kyōto au Japon.
Le bâtiment le plus célèbre est le pavillon du Phénix ou pavillon d'Amida, dont la construction est achevée en 1053. Le propriétaire précédent, Minamoto no Tōru, utilisait le bâtiment comme résidence de campagne.
Les autres bâtiments rattachés au temple ont été détruits pendant la guerre civile en 1336. Le temple a notamment été le lieu de la première bataille d'Uji, en 1180, qui a été au commencement de la guerre de Gempei.

## Bâtiments
Le Byōdō-in se compose d'un hall central flanqué de deux couloirs jumeaux et d'un couloir à l'arrière. Le goût pour l'architecture autochtone, avec cet exemple des grands pieux pour soutenir ces galeries couvertes, se retrouve dans l'architecture bouddhique du Byōdō-in (dont le hōōdō, salle du Phénix, conçu comme le palais d'Amida), conférant une grande légèreté au style majestueux et un peu lourd, emprunté jusque-là à la Chine. Les deux ailes latérales construites comme des galeries couvertes sur pilotis semblent agrandir la salle centrale en la prolongeant. À chaque extrémité de cette composition architecturale, chaque aile est surmontée de tourelles qui donnent plus ampleur à l'ensemble.
Le hall central abrite une image du bouddha Amida. Le toit de la salle est surmonté de deux statues de fenghuang, ou phénix chinois, appelés hōō en Japonais, d'où le nom de hōōdō (鳳凰堂, litt. « pavillon du Phénix »).
Le bâtiment est entouré d'un jardin avec étang du type « Terre pure ».
Le pavillon du Phénix apparaît sur les pièces de 10 yens en raison de la longévité et de l'importance culturelle du temple. En décembre 1994, l'UNESCO a ajouté ce temple, ainsi que d'autres temples de la région de Kyōto sur sa liste du patrimoine mondial de l'humanité. Le pavillon du Phénix, la statue d'Amida et plusieurs autres objets sont classés trésors nationaux.

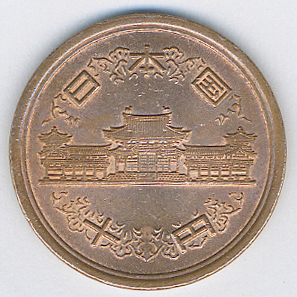
Pièce de 10 yens montrant le pavillon du Phénix du Byōdō-in.

Une réplique du temple à l'échelle 1/2 a été construite en 1968 dans la vallée des Temples à Hawaii (Valley of the Temples Memorial Park) d'Oahu : le Byodo-In.

## Images

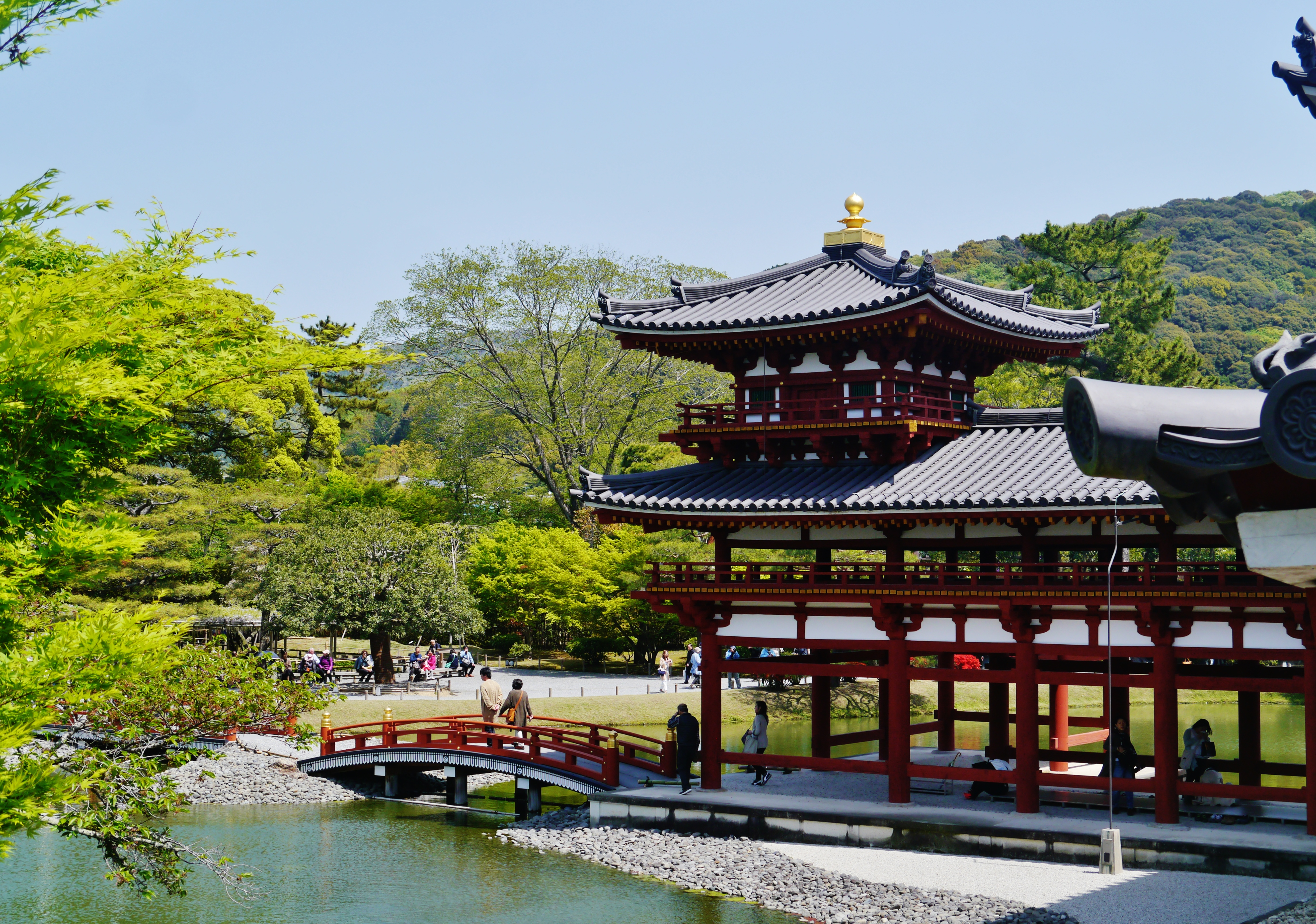
Tourelle de l'aile gauche.
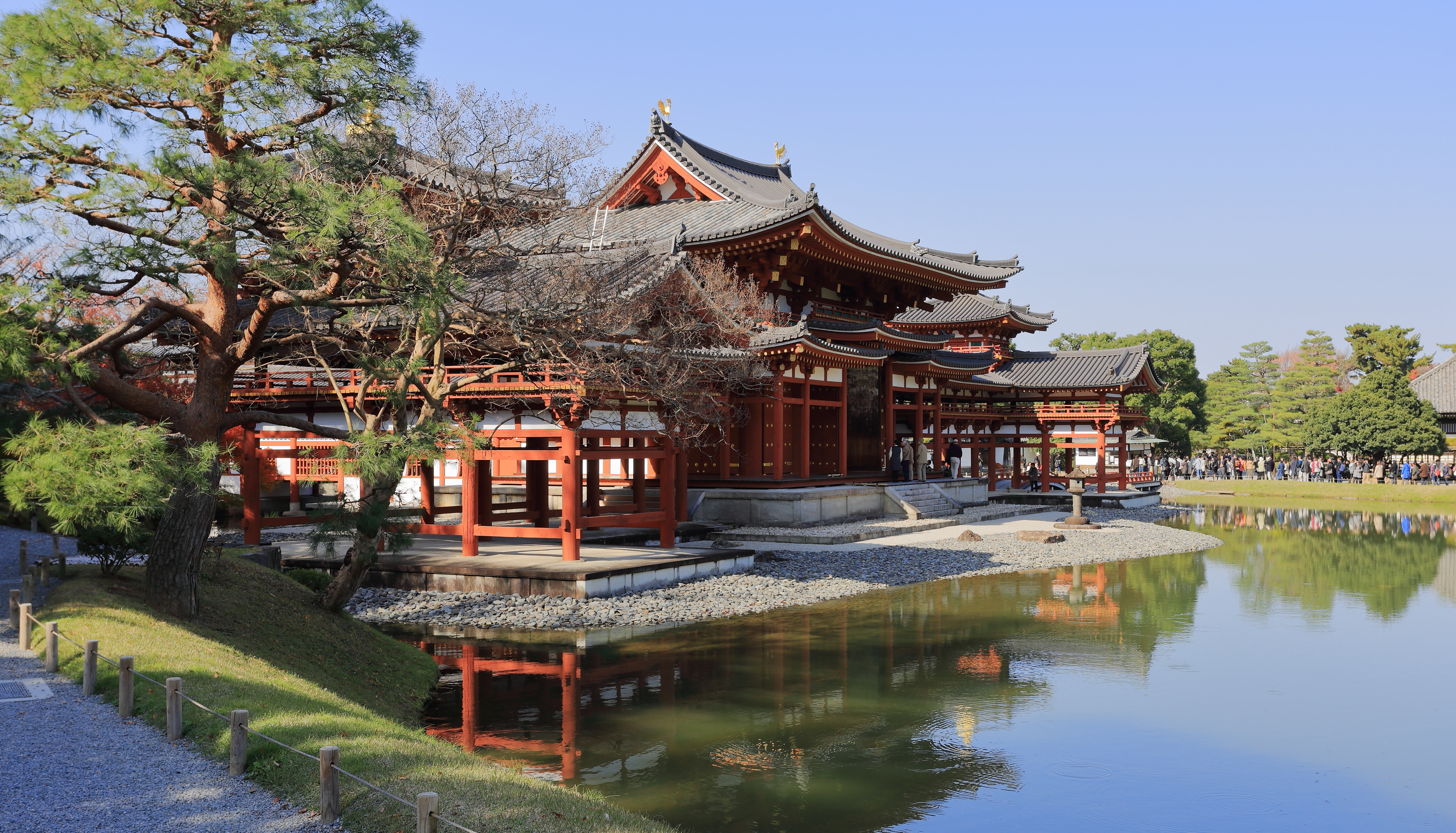
Aile gauche et pavillon du Phénix du Byōdō-in.
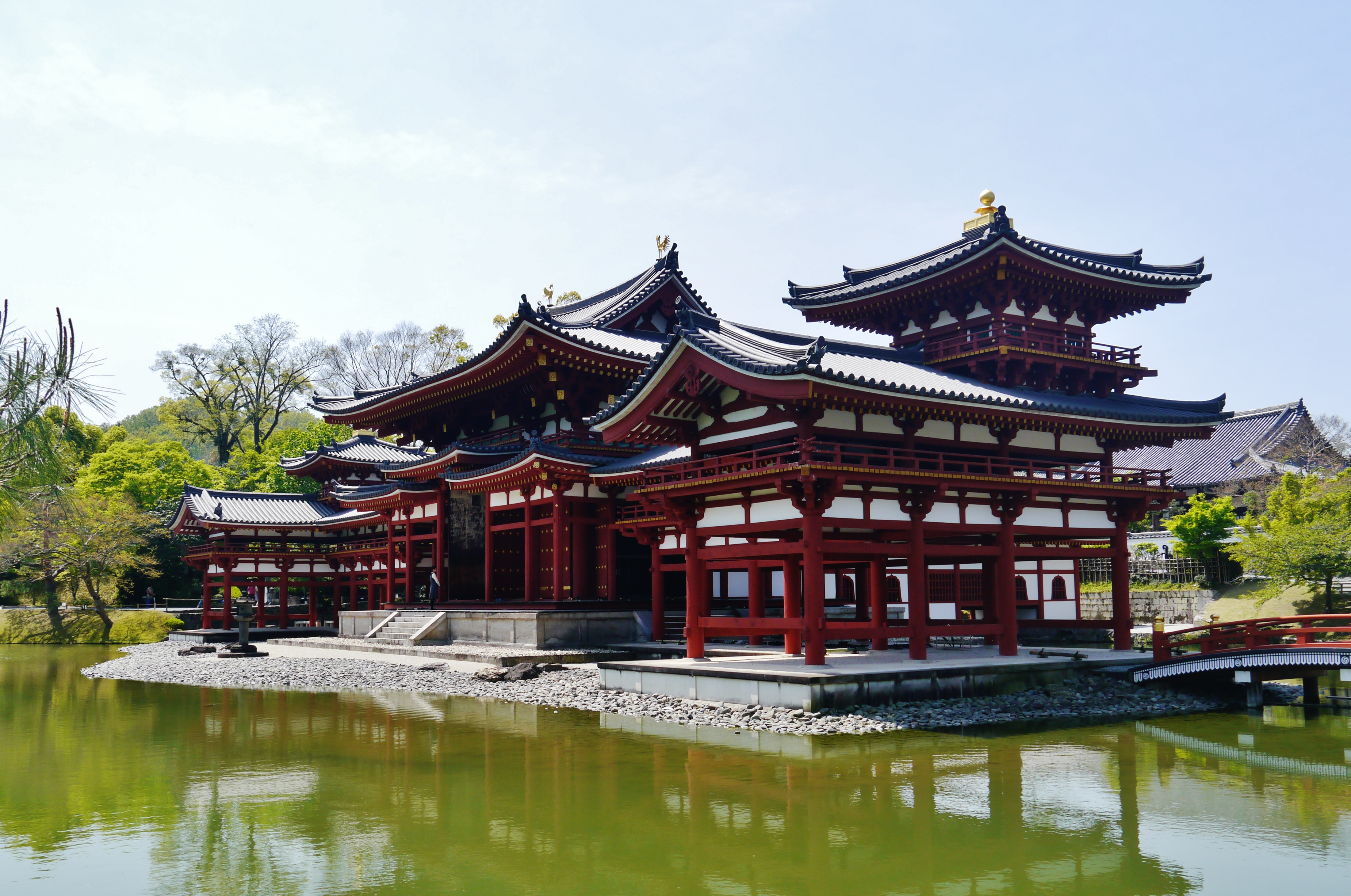
Aile droite et pavillon du Phénix du Byōdō-in.
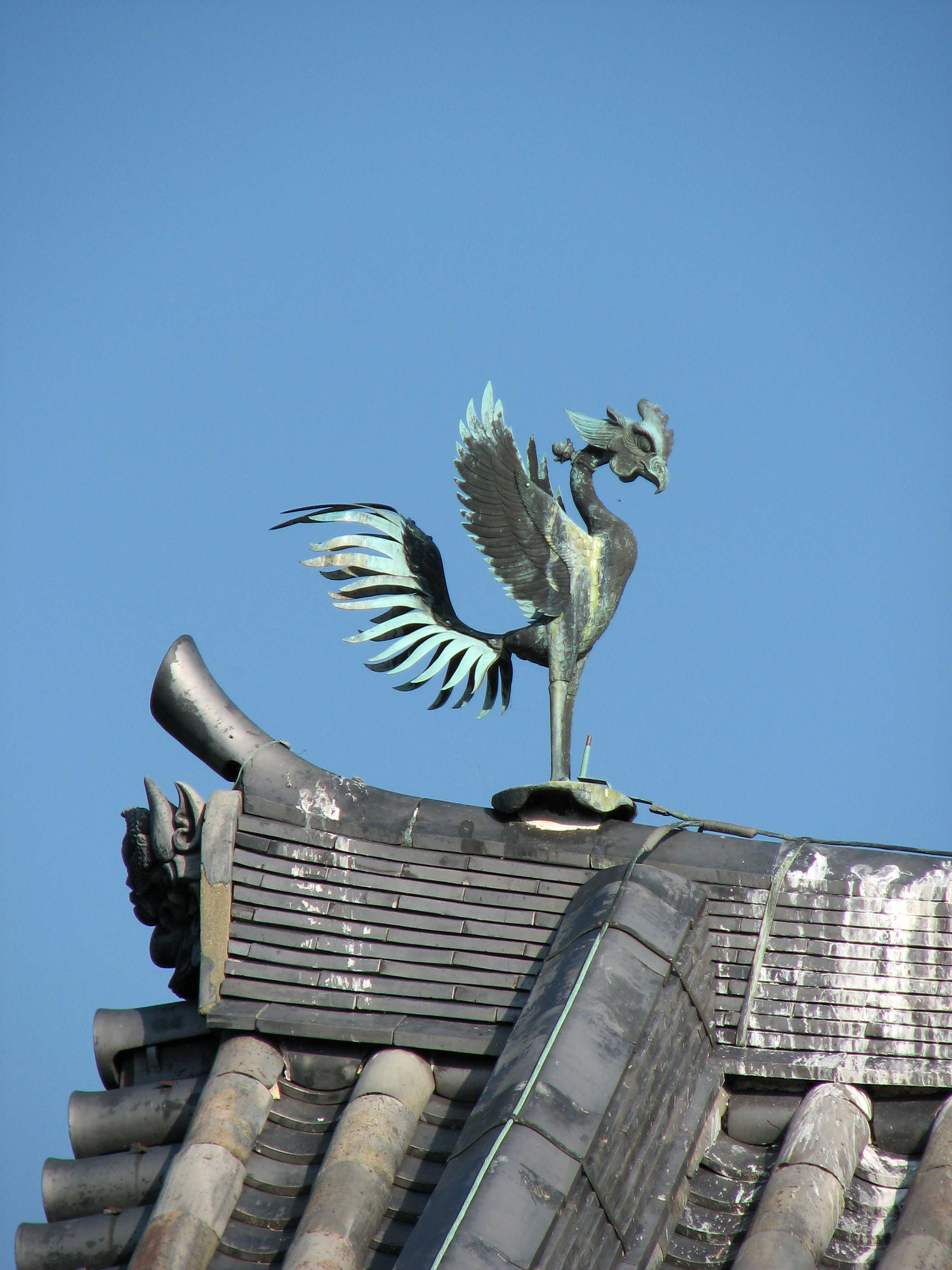
Phénix sur le toit, fleuron de bronze, pavillon du Phénix.
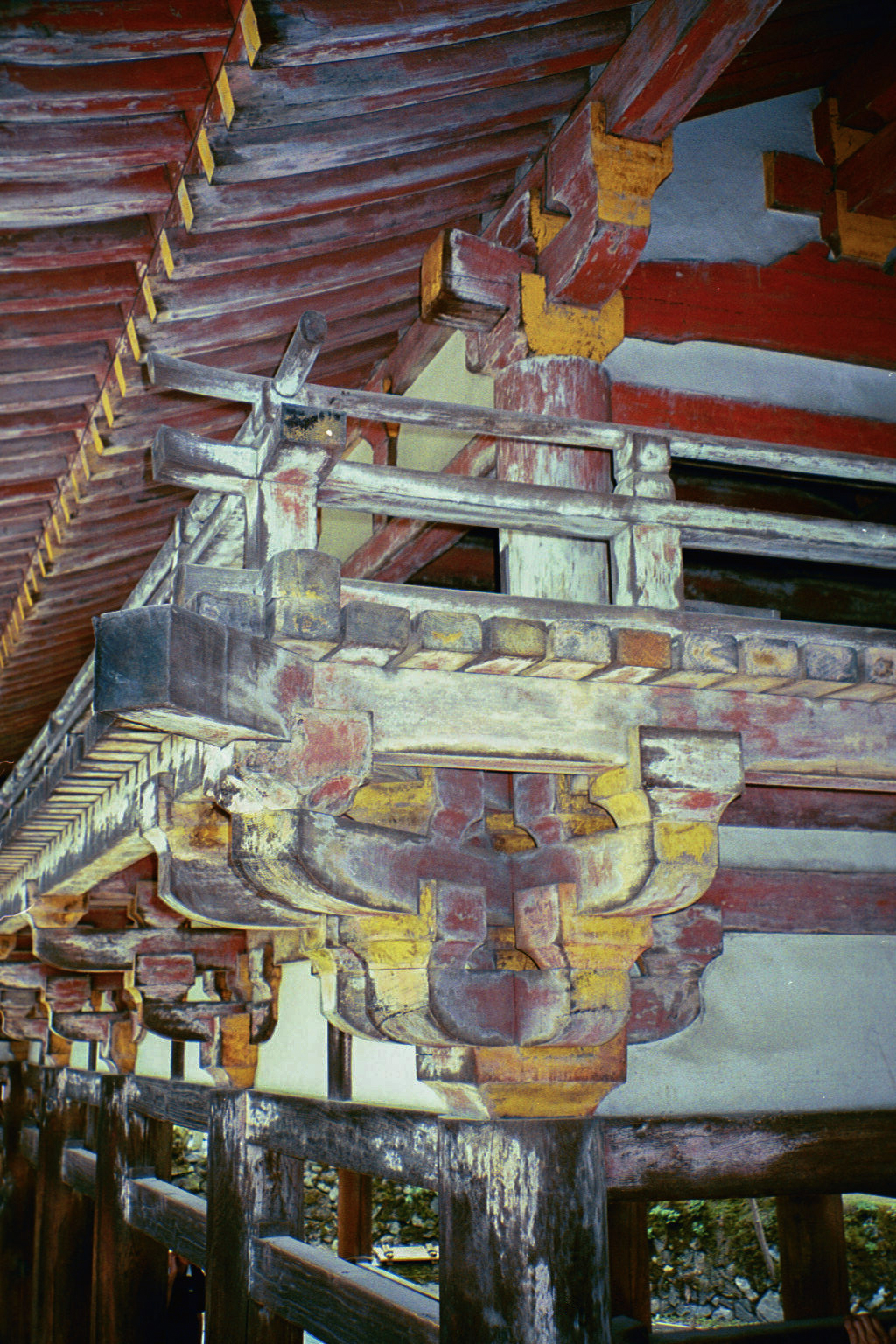
Jeu de consoles de type dougong, inspiré de l'architecture chinoise des Tang, pavillon du Phénix.
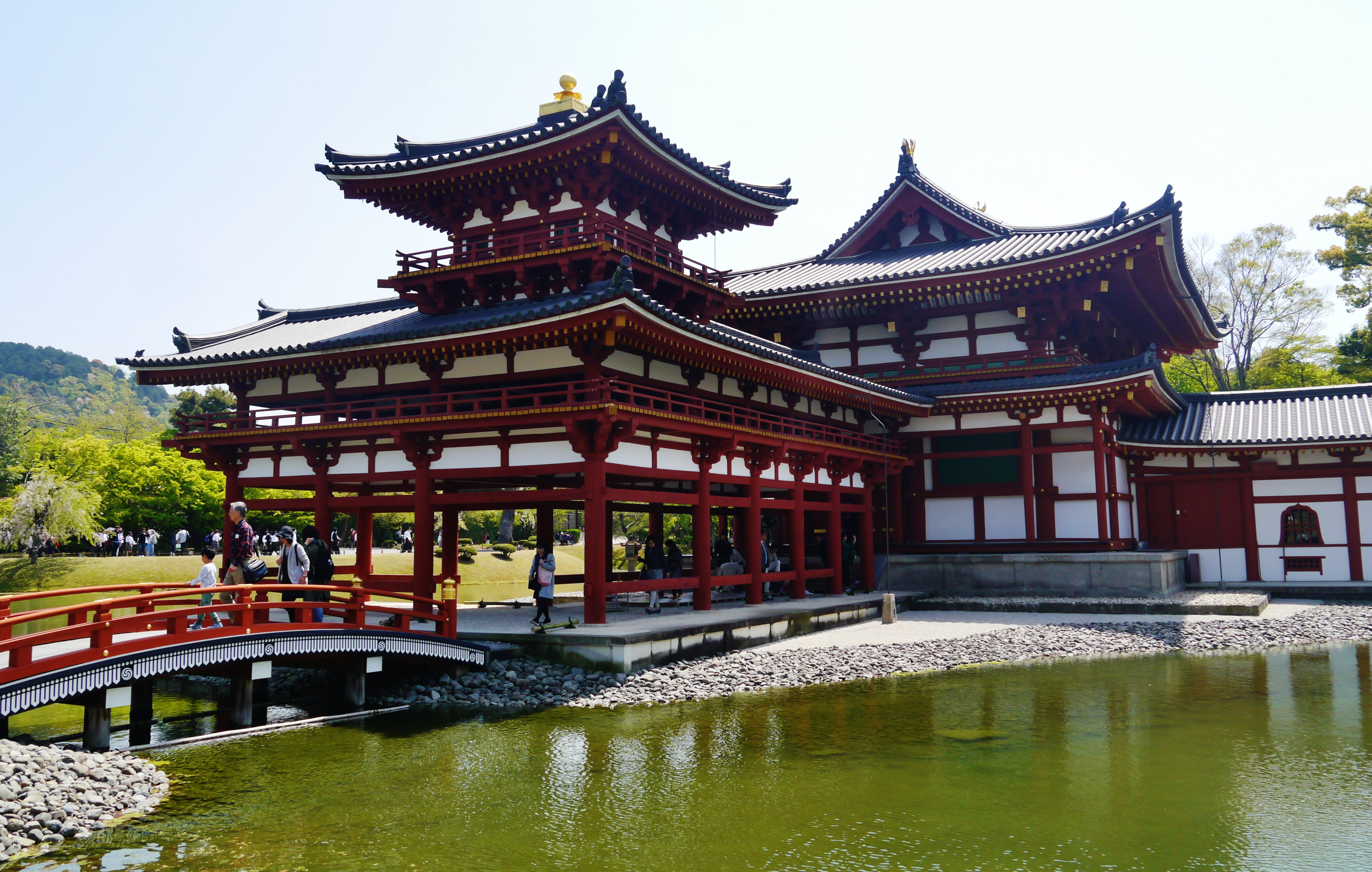
Aile prolongeant l'arrière de la salle principale qui évoque la queue d'un oiseau
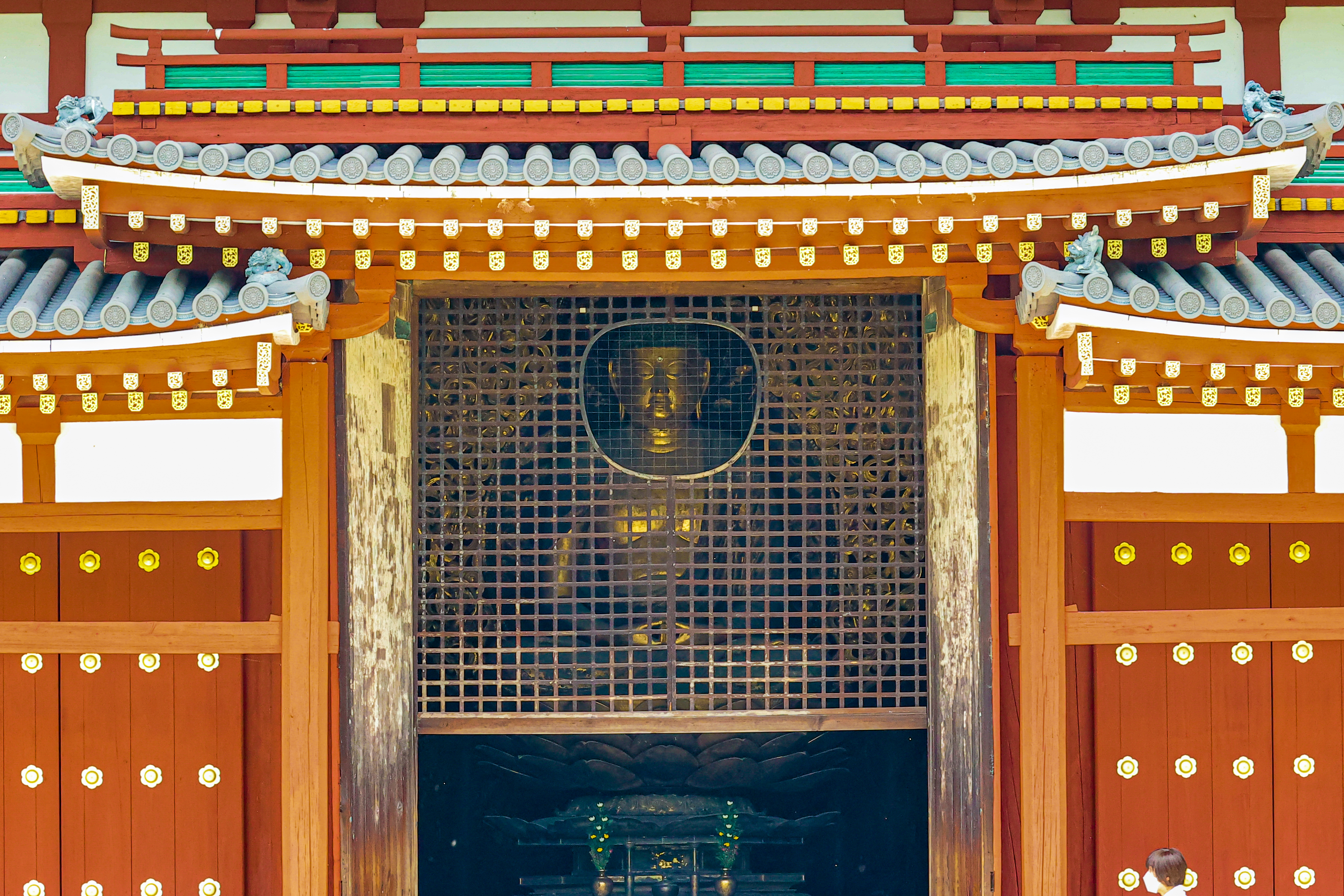
Hall du Phénix (Amitābha).

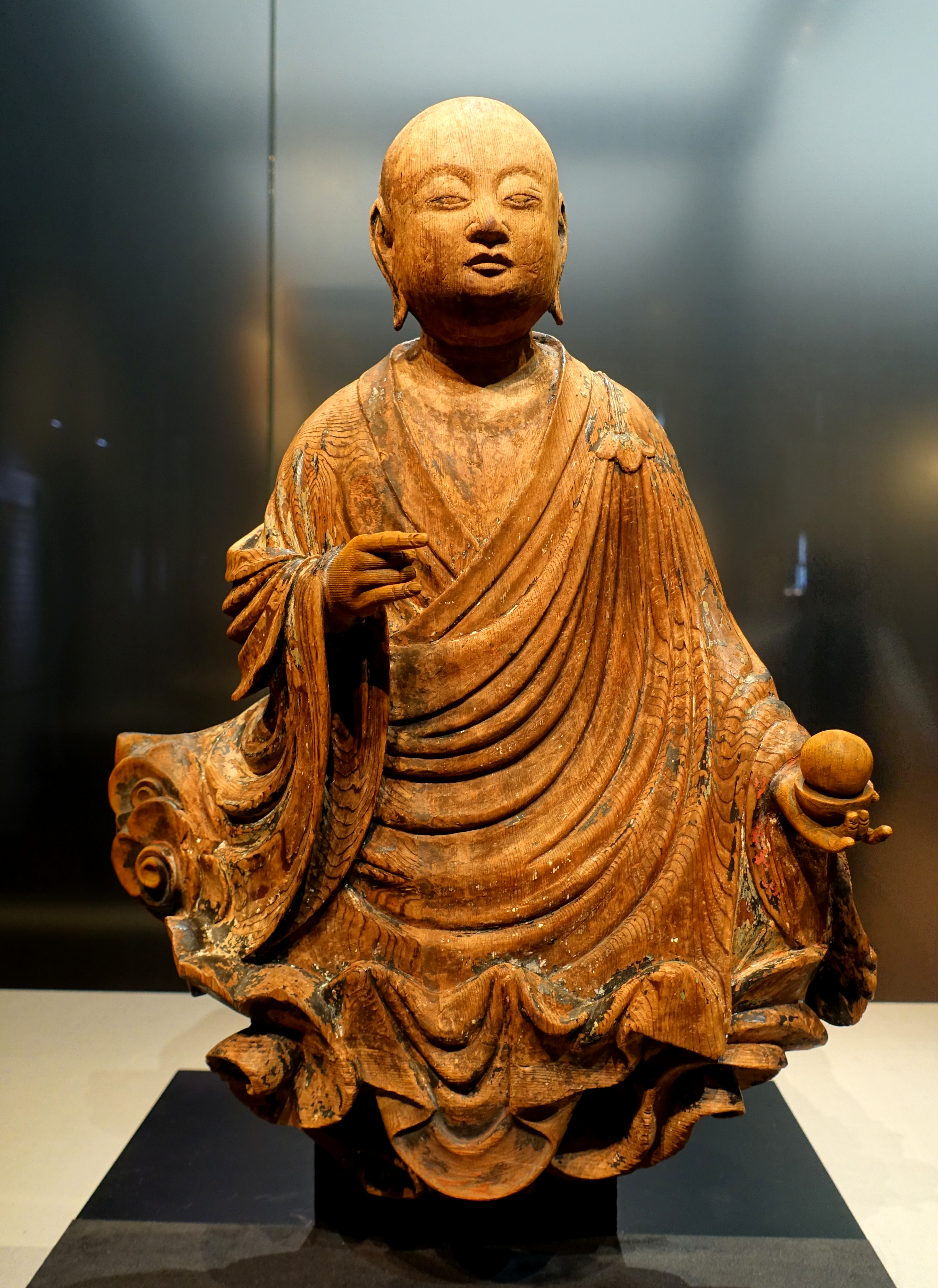
Bodhisattva sur un nuage (bois, couleurs, daté 1053, fin de l'époque de Heian, musée national de Tokyo).
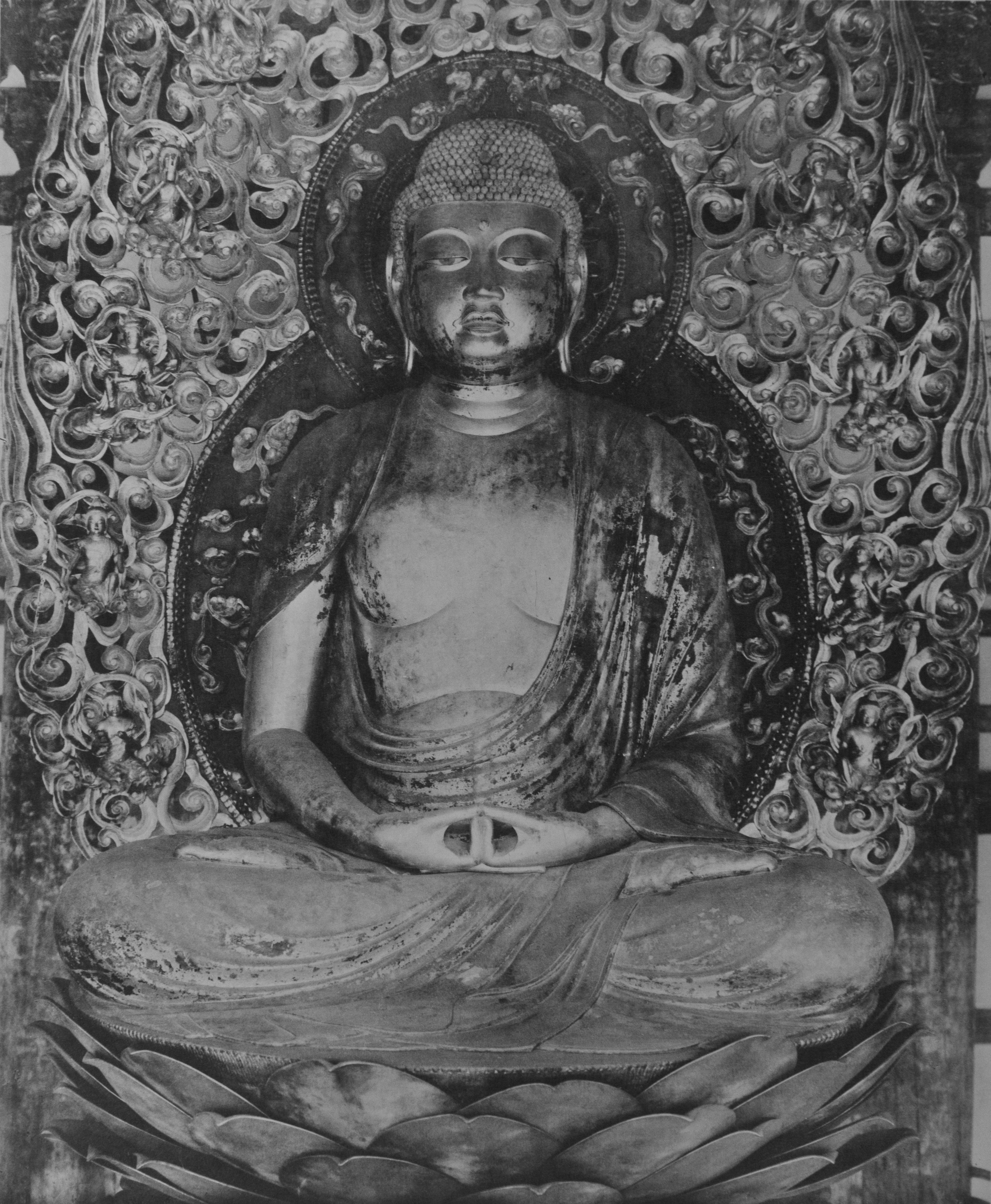
Bouddha Amida. Œuvre de Jōchō, intérieur de la salle du Phénix (hōōdō) (bois doré, hauteur : 2,84 m, 1053).
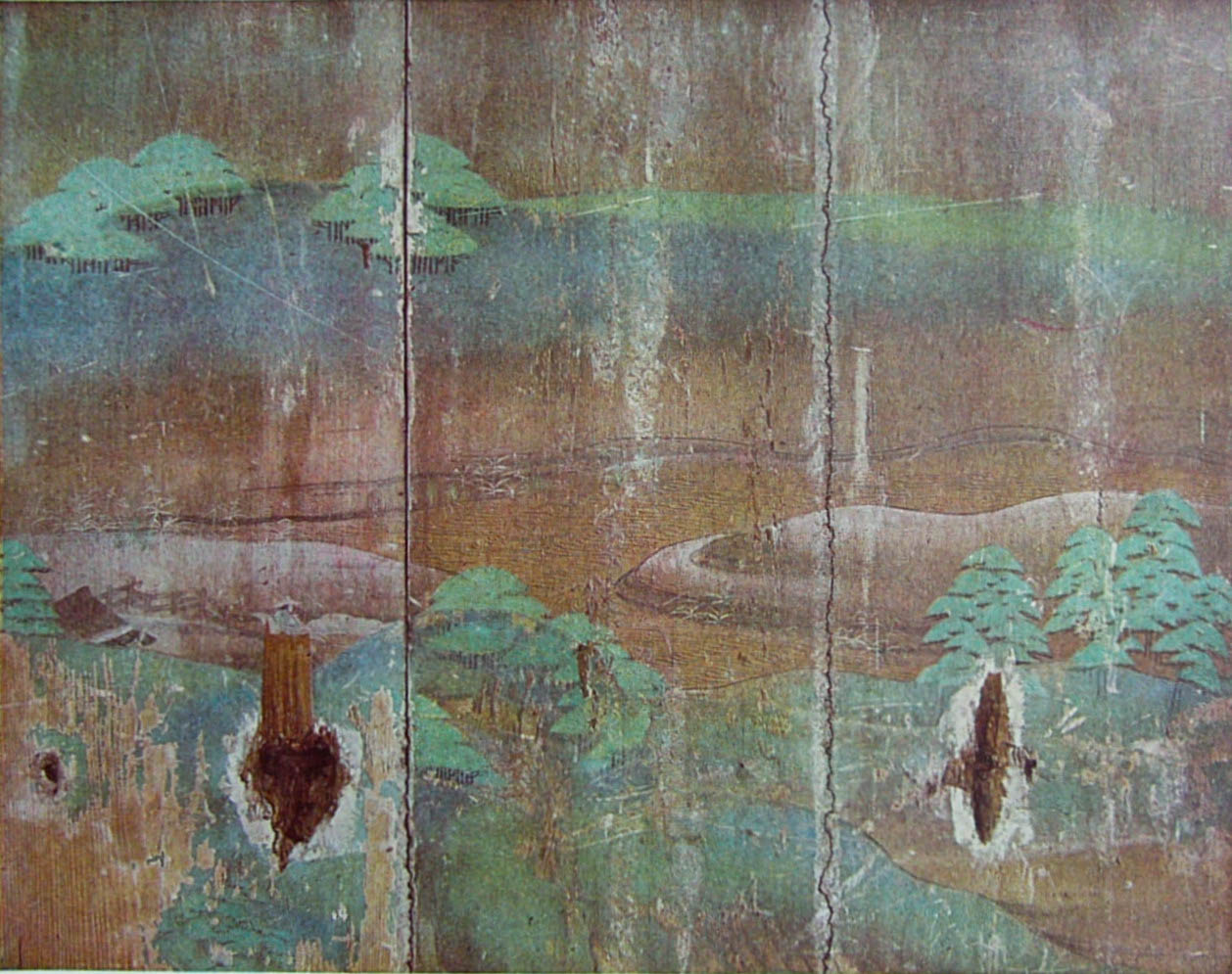
Paysage au début du printemps. Détail, porte Nord, salle du Phénix (peinture sur bois, 1053).
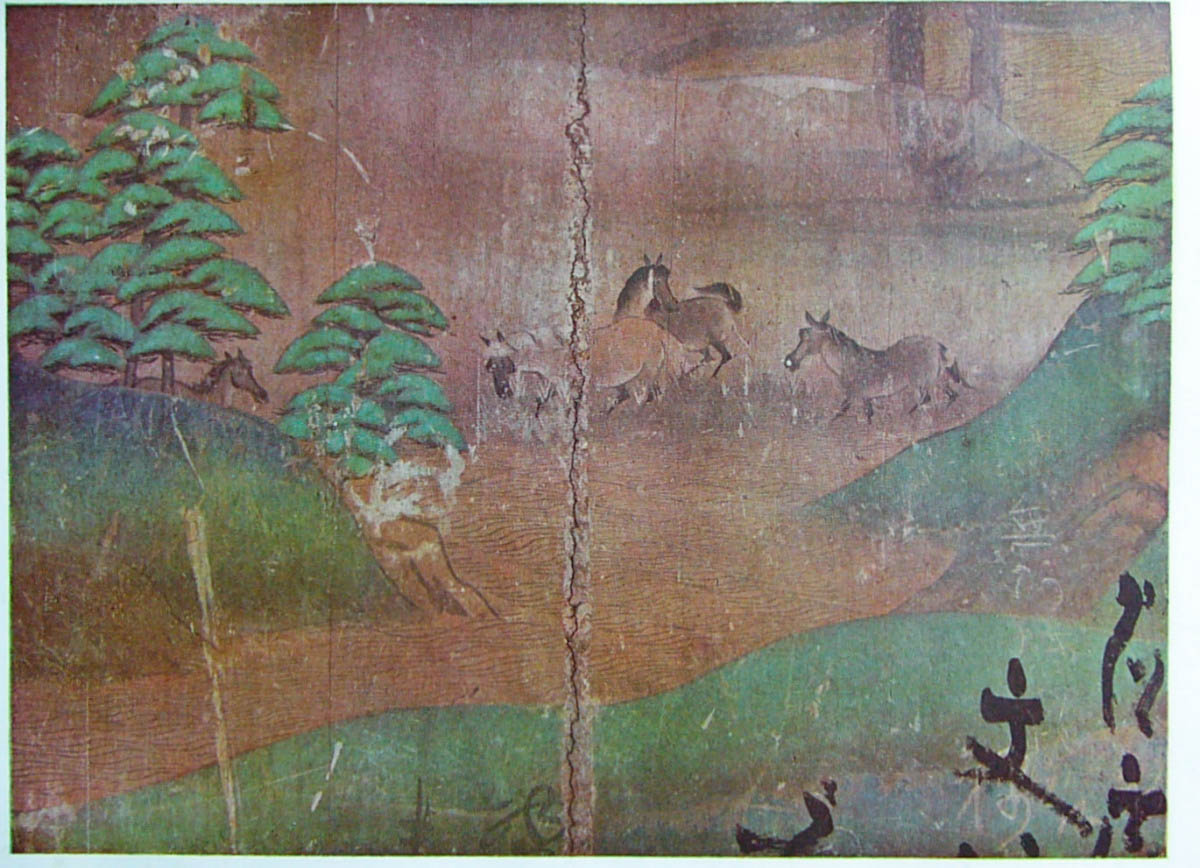
Paysage au début du printemps. Détail, porte Nord, salle du Phénix (peinture sur bois, 1053).